# Меляєво
Меляєво (рос. Меляево) — присілок в Кулебацькому міському окрузі Нижньогородської області Російської Федерації.
Населення становить 198 осіб. Входить до складу муніципального утворення Міський округ місто Кулебаки.

## Історія
Раніше населений пункт належав до ліквідованого 2015 року Кулебацького району. До 2015 року входило до складу муніципального утворення Тепловська сільрада.

## Населення
| 2002 | 2010 |
| ---- | ---- |
| 175  | ↗198 |